# Eunice stigmatura
Eunice stigmatura är en ringmaskart som först beskrevs av Addison Emery Verrill 1900.  Eunice stigmatura ingår i släktet Eunice och familjen Eunicidae. Inga underarter finns listade i Catalogue of Life.